# Pirámide de Garcilaso
La Pirámide de Garcilaso è una montagna della Cordillera Blanca, nelle Ande peruviane.

## Aspetto fisico
La Pirámide de Garcilaso (5.885 m) fa parte di un massiccio montuoso, chiamato Macizo del Huandoy, situato nella parte centro-settentrionale della Cordillera Blanca. La montagna si presenta dal suo lato nord-ovest come un'imponente piramide; sulla sua cresta settentrionale si alza un'altra vetta dalla forma simile, la Pirámide Norte (5.700 m). Nonostante sia attorniata nel massiccio da montagne più alte, la sua fama è dovuta alla spettacolare forma, al pari di altre montagne della stessa catena montuosa come l'Alpamayo, l'Artesonraju e il Taulliraju.

## Origine del nome
Il suo nome deriva dalla sua particolare forma e da un omaggio allo scrittore di origine inca Garcilaso de la Vega, narratore della forma di vita e di governo del popolo inca.

## Alpinismo
I primi a raggiungere la cima furono i tedeschi Günter Hauser, Bernhard Huhn e Horst Wiedmann il 29 maggio 1957 proprio dal lato nord-ovest.